# Finlandia na Letnich Igrzyskach Olimpijskich 1968
Finlandię na Letnich Igrzyskach Olimpijskich 1968 reprezentowało 66 zawodników, 60  mężczyzn i 6 kobiet.

## Zdobyte medale
| Medal  | Zawodnik           | Dyscyplina           | Konkurencja                          | Rezultat    |
| ------ | ------------------ | -------------------- | ------------------------------------ | ----------- |
| Złoto  | Kaarlo Kangasniemi | Podnoszenie ciężarów | Waga do 90 kg mężczyzn               | 517,5 kg    |
| Srebro | Jorma Kinnunen     | Lekkoatletyka        | Rzut oszczepem mężczyzn              | 88,58 m     |
| Brąz   | Olli Laiho         | Gimnastyka           | Ćwiczenia na koniu z łękami mężczyzn | 19,225 pkt  |
| Brąz   | Arto Nilsson       | Boks                 | Waga lekkopółśrednia mężczyzn        | [ 4 ] [ 5 ] |